# Topol v Polabinách
Topol v Polabinách, nazývaný také Topol černý u starého ramene v Polabinách, je památný topol černý (Populus nigra L.). Roste u jihozápadního okraje Mrtvého ramene Labe v Polabinách na pravém břehu veletoku Labe v části Polabiny v městském obvodě Pardubice II města Pardubice v okrese Pardubice v Pardubickém kraji a v geomorfologickém celku Východolabská tabule.

## Historie a popis
Strom je také zařazen mezi významné stromy Lesů České republiky. Strom má od větrů polámanou korunu (stav k roku 2023). Podle refencí:
| Výška stromu                 | 26,0 m (dle údajů z roku 1994 nebo 2009)                                 |
| Obvod kmene ve výčetní výšce | 5,70 m (dle údajů z roku 1994 nebo 2009)                                 |
| Ochranné pásmo               | vyhlášené dle zákona – kruh o průměru koruny se středem v ose paty kmene |
| Datum prvního vyhlášení      | 1. listopadu 1994                                                        |
| Odhadované stáří             | 200 let k roku 2021                                                      |

## Další informace
Stom je celoročně volně, ale obtížně přístupný, protože roste v hustém lužním porostu.

## Galerie

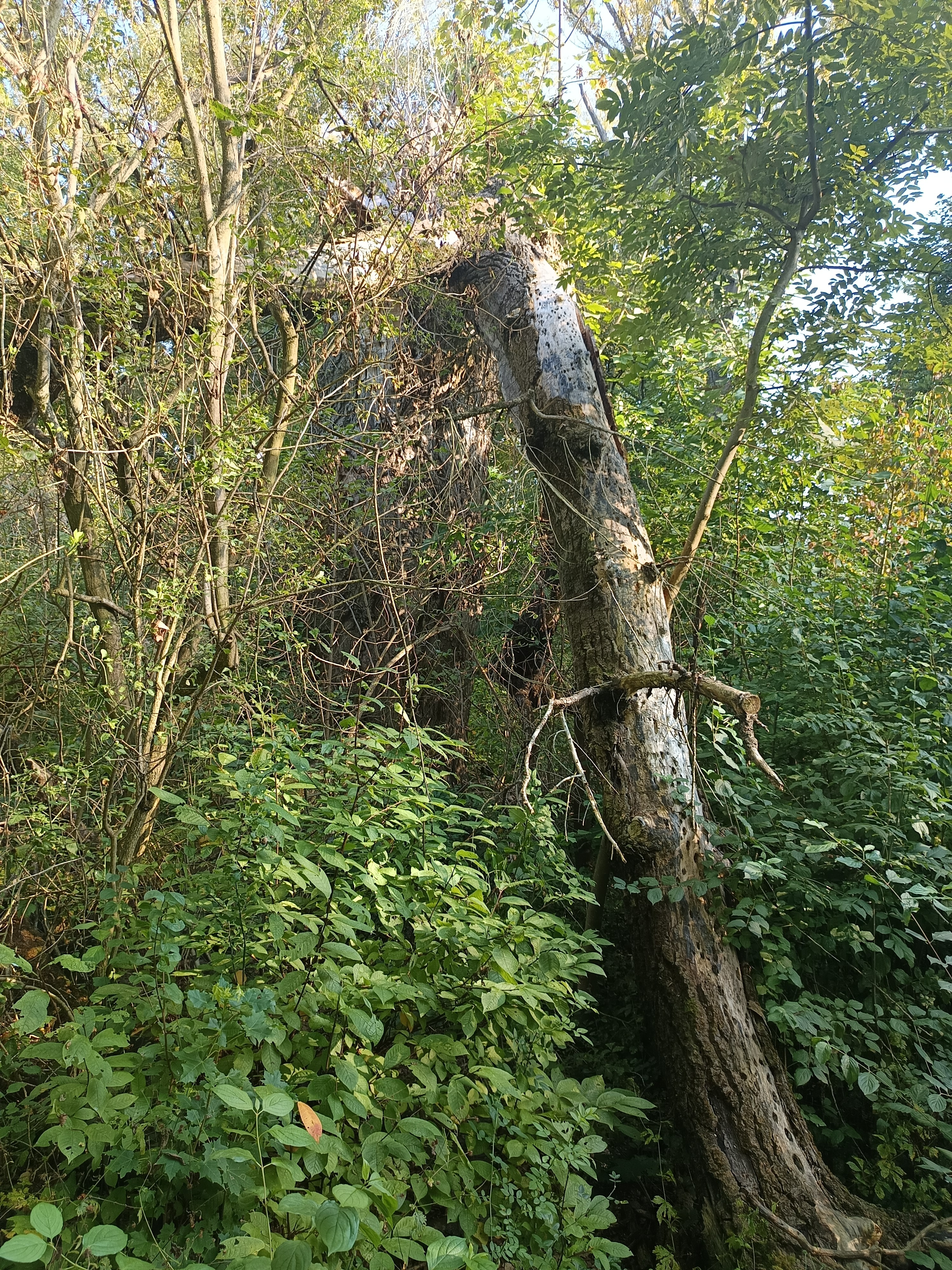
Poškozený strom v roce 2024